# Buddy Bolden

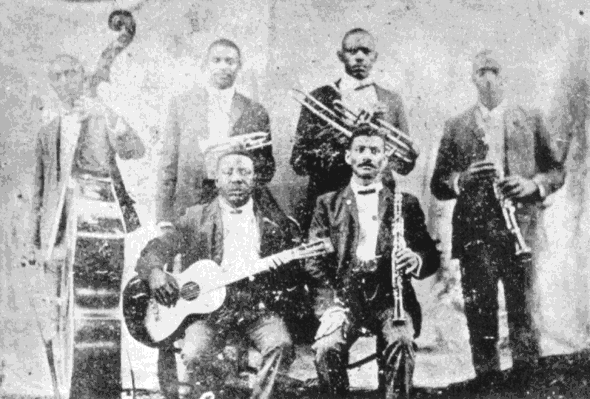
Buddy Boldens band kring 1900. Bolden själv står som andre man från vänster i bakre raden.

Charles "Buddy" Bolden, född 6 september 1877 i New Orleans, Louisiana, död 4 november 1931 i Jackson, Louisiana, var en amerikansk jazzkornettist. Många nämner Buddy Bolden och hans band som skaparna av jazz.
Buddy Bolden var en av de största jazzmusikerna i New Orleans kring sekelskiftet, men han drabbades av schizofreni 1907 och inga inspelningar av hans musik finns kvar. Det påstås att han gjorde två inspelningar för lokal distribution, men de har aldrig kunnat spåras. Sina sista 24 år levde han på ett mentalsjukhus i Jackson, Louisiana.
En rik legendflora finns kring Buddy Bolden och har genom decennierna spridits genom olika böcker. Jazzhistoriker ägnar sig än i dag åt att försöka sålla fram de verifierbara uppgifterna ur denna mytbildning. Bland annat påstås att han blåste sin kornett så starkt att den hördes över hela New Orleans.
En av Buddy Boldens låtar är numera känd som "Buddy Bolden's Blues", och har framförts av bland andra Jelly Roll Morton.
Det norska jazzmusikpriset Buddyprisen har uppkallats efter Buddy Bolden och består av en statyett som föreställer honom.